# Museo dell'uomo di Altamura
Il museo dell'Uomo di Altamura è un museo situato nel centro storico della città di Altamura. Fu aperto nel 2016 in seguito all'intervento di Programma Stralcio Area Vasta Murgia del Comune di Altamura. Il museo è incentrato su reperti antropologici, biologici, geologici e climatici. Il reperto principale del territorio è l'Uomo di Altamura, sebbene nel museo sia presente solo una riproduzione in scala 1:1 e l'originale sia stato lasciato nella grotta di Lamalunga al fine di garantirne la conservazione.

## Palazzo Baldassarre
Il palazzo che ospita il museo è un palazzo storico della città di Altamura. È risalente al XVI-XVII sec. d.C. e apparteneva alla famiglia di muratori altamurana dei Baldassarre; di tale famiglia si ricordano in particolare i fratelli Michele e Giuseppe Baldassarre, i quali presero parte attiva ai fatti della Rivoluzione altamurana e per questo vennero arrestati e perseguitati. Il palazzo ha subito nel corso dei secoli numerosi rimaneggiamenti, in particolare numerose aperture e chiusure di vani.